# Slovenski krščanski demokrati
Slovenski krščanski demokrati (kratica SKD) je bivša slovenska politična stranka, ki je obstajala do leta 2000, ko se je združila s takratno Slovensko ljudsko stranko. Zaradi razkola v novonastali SLS+SKD so nekateri člani avgusta istega leta ustanovili novo stranko Nova Slovenija - Krščanska ljudska stranka.
Dolgoletni predsednik SKD je bil Lojze Peterle.